# Острови Торес
Групата Торес е най-северната територия на Република Вануату в Тихи океан. Представлява своеобразен архипелаг от седем острова, от които само четири са населени. Съгласно административното деление на страната островите Торес се включват в състава на провинция Торба.

## География
Веригата острови Торес се простира на 42 км. дължина. Островите са древни коралови масиви, издигнати над водната повърхност вследствие вулканична дейност, поради което в сравнение с останалите острови са относително ниски. Най-високата им точка достига само 200 м над морското равнище. Счита се, че на територията на Вануату няма по стари острови от тях. Малка част от бреговата линия на островите са бели пясъчни плажове. В действителност по-голямата част от бреговете са скали и останки от корали.

## Климат
Близостта на островите Торес до екватора ги превръща в най-влажния район на страната, с годишни валежи до 3900 мм., като тук се наблюдават и най-високите температури и влажност на въздуха.

## История
Според оскъдните археологически данни Торес са вероятно първите населени острови от преди 3200 години. Същевременно, те са последната група острови достигнати от европейските изследователи през 19 век. Първоначално остовите са известни под името Вава, но в ранния 19 век европейските картографи дават на групата името Торес, в памет на португалския навигатор на 16 век Луис Ваез де Торес. Първата постоянна мисия и църква са установени от свещеника Уолтър Джон Дурад на южното крайбрежие на остров Тегуа. През 1906 Островите Торес стават част от английско-френския кондоминиум, а впоследствие през 1980 г. са присъединени към територията на Република Вануату.

## Население
По данни от средата на 2004, цяло население Торес наброява приблизително 950 души, разпръснати главно по крайбрежни области на островите. Основните селища са: Йогевигемене, Тинемевини, Яви и Якване – на остров Хию; Литеу на остров Тегуа; Лунгхареги, Телакулаку и Ринухе – на остров Ло; Ликуал и Кюренгретако на остров Тога.

## Култура
Административен център на остовите Торес е град Лунгхареги, но ролята му на такъв е много малка. Тук се намира пощенската централа и медицинската клиника, но няма банка или полицейски участък. През 1983 започва да функционира малко летище на остров Линуа, но то служи като обикновена връзка за превоз с останалата част от Вануату.
Островитяните всъщност се делят на две етнически групи в съответствие на тяхното езиково различие. Културните разлики ги определят като „хора на Хюи“ и „хора на Тога“. Днес обитателите от островите на Торес продължават да следват традициите в земеделието и риболова и да изпълняват древните ритуали и церемонии на своите предци.

## Природа
Торес е царство на палмите, вятъра и раците. Туристите рядко посещават живописните острови. Интерес представляват рисунките по стените в пещерата Йейенву в планината Вонвараон на остров Хию – най-северния остров на Вануату, сталактитите и сталагмитите в пещерата Маравай и курортното селище Камилиса на остров Ло, а така също и живописната лагуна Линуа Ло.